# Stagmomantis gracilipes
Stagmomantis gracilipes är en bönsyrseart som beskrevs av Rehn 1907. Stagmomantis gracilipes ingår i släktet Stagmomantis och familjen Mantidae. Inga underarter finns listade i Catalogue of Life.